# 이브의 모든 것 (드라마)
《이브의 모든 것》(영어: All about Eve)은 2000년 4월 26일부터 2000년 7월 6일까지 방영된 MBC 수목 미니시리즈 작품이다.
일본에서는 2002년 10월 11일부터 2002년 12월 13일까지 아사히 TV에서 전 10화를 방영했고, 나중에는 BS 아사히나 스카이퍼펙(SKY PerfecTV!)의 LaLaTV에서 방영했다. 2003년에는 중남미(멕시코, 페루, 콜롬비아, 볼리비아)에서도 방영되었다.
한편, 공동 집필자 박지현 작가는 이 드라마인 《이브의 모든 것》을 통해 처음으로 미니시리즈 집필을 맡았다.

## 등장 인물

### 주요 인물
- 장동건 : 윤형철 역
- 채림 : 진선미 역
- 한재석 : 김우진 역
- 김소연 : 허영미 역

### 그 외 인물
- 김정은 : 유주희 역
- 박철 : 김선달 역
- 현석 : 진귀성 역 - 선미의 아버지
- 박원숙 : 송 여사 역 - 우진의 어머니
- 안정훈 : 김준모 역
- 윤기원 : 최진수 역
- 김효진 : 조초제 역
- 이근희 : 신기종 역
- 박순천 : 이경희 역
- 최준용 : 배인수 역
- 한인수 : 윤 회장 역 - 형철의 아버지
- 이경진 : 형철의 생모 역
- 견미리 : 형철의 의붓어머니 역
- 이효정 : 허한수 역 - 영미의 아버지
- 길용우
- 송일국 : 이승걸 역
- 최상훈 : 윤형철 계모의 오빠 역
- 홍승옥
- 최은숙
- 박형선
- 박주희
- 손민우
- 김승환
- 이승신
- 서현기
- 박정수 : 영화관 관객 역
- 김상엽
- 손건우
- 김용희
- 구태규
- 최수훈
- 박종관
- 문회원
- 최상학
- 구민지
- 허성수
- 백종헌
- 함신영
- 이세은
- 김철기
- 강용석
- 고정민
- 조재혁
- 송재윤
- 정기성
- 최세환
- 권인선
- 최범호
- 최재호
- 주우

### 특별출연
- 신동진
- 김승현
- 성경환 (한국정책방송원 원장)
- 황선숙
- 허구연 (MBC 야구해설위원)
- 이현우
- 주영훈
- 전광렬

## 수상
- 2000년 MBC 연기대상 시청자가 뽑은 캐릭터 인기상 김소연